# Кокконато
Кокконато (італ. Cocconato, п'єм. Coconà) — муніципалітет в Італії, у регіоні П'ємонт,  провінція Асті.
Кокконато розташоване на відстані близько 510 км на північний захід від Рима, 27 км на схід від Турина, 25 км на північний захід від Асті.
Населення — 1529 осіб (2014).
Щорічний фестиваль відбувається 11 вересня. Покровитель — Fausto.

## Демографія
Населення за роками:

Станом на 1 січня 2023 року в муніципалітеті офіційно проживало 170 іноземців з 27 країн, серед них 102 громадяни країн Євросоюзу та 5 громадян України.

## Сусідні муніципалітети
- Араменго
- Броцоло
- Монтільйо-Монферрато
- Морансенго
- Пассерано-Марморито
- Пьова-Массая
- Робелла
- Тоненго